# Augustin De Maeght
Augustin (Auguste) De Maeght (Halle, 5 juli 1877 - 25 januari 1959) was een Belgisch katholiek senator en burgemeester.

## Levensloop
Hij werd geboren als zoon van Jean-Baptiste De Maeght en Marie Catherine Kestemont. Hij was getrouwd met Thérèse Josephine Peeters.
De Maeght studeerde af als mijningenieur en elektrotechnisch ingenieur.
Zijn politieke loopbaan begon toen hij in 1911 verkozen werd tot gemeenteraadslid van Halle. In 1920-1921 was hij schepen in zijn gemeente en van 1921 tot 1946 was hij burgemeester. Vanwege de leeftijdsgrens die tijdens Wereldoorlog II door de bezetter werd opgelegd, werd hij in 1941 afgezet, en vervangen door oorlogsburgemeester Omer Bogemans (VNV). Na de bevrijding nam hij zijn mandaat terug op, en dit tot 1946.
Tijdens de bezetting was hij actief als geldschieter en verdeler van het sluikblad "De Vrijschutter", dat uitgegeven werd door zijn eerste schepen en latere opvolger als burgemeester Jan-Niklaas Devillé.
Van 1932 tot 1936 was hij ook provincieraadslid voor Brabant. In 1936 werd hij verkozen tot katholiek senator voor het arrondissement Brussel en behield dit mandaat tot aan de eerste naoorlogse wetgevende verkiezingen in 1946.
Hij was ook bestuurder van de Société Anonyme Belge d'Imprimerie.